# Anna Leonidowna Kowaltschuk

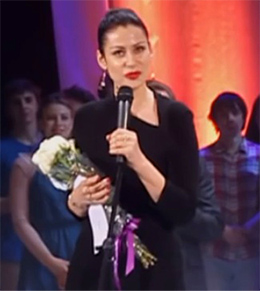
Anna Kowaltschuk (2015)

Anna Leonidowna Kowaltschuk (russisch А́нна Леони́довна Ковальчу́к; * 15. Juni 1977 in Neustrelitz) ist eine russische Schauspielerin. Sie entstammt einer Familie von Lehrern: Die Mutter ist Kindergartenleiterin und der Vater Lehrer.
In der Fernsehserie Tayny sledstviya spielte sie die Hauptrolle der Maria Shvetsova. Die Serie wurde von 2000 bis 2008 gedreht und bis 2011 ausgestrahlt. In der TV-Serien-Verfilmung Master i Margarita von Bulgakows Roman Der Meister und Margarita spielte sie wie auch in weiteren TV-Serien mit. Im Kino war Kowaltschuk unter anderem in dem Film Admiral – Warrior. Hero. Legend. zu sehen.
Kowaltschuk spielt seit 1998 Theater am Lensowjet-Theater in Sankt Petersburg.

## Filmografie
- 1999: Lyubov zla
- 2000–2011: Tayny sledstviya (Fernsehserie)
- 2004: Usadba (Fernsehserie)
- 2005: Master i Margarita (6 Folgen)
- 2006: Chas pik
- 2008: Admiral – Warrior. Hero. Legend. (Адмиралъ)
- 2009: Mozhno, ya budu nazyvat tebya mamoy?
- 2009: Admiral (Fernsehserie)
- 2010: Lichnoe delo kapitana Rumina (Fernsehserie)
- 2011: Petr Pervyy. Zaveshchanie (Fernsehserie)